# اپسیلون اسب بالدار
انف یا اپسیلون اسب بالدار یک ستاره است که در صورت فلکی اسب بالدار قرار دارد. این ستاره درخشان ترین صورت فلکی اسب بالدار می باشد.